# Aulacophora femoralis
Aulacophora femoralis es un coleóptero de la familia Chrysomelidae.
Fue descrita científicamente por primera vez en 1857 por Motschulsky.